# Alphonse de Châteaubriant

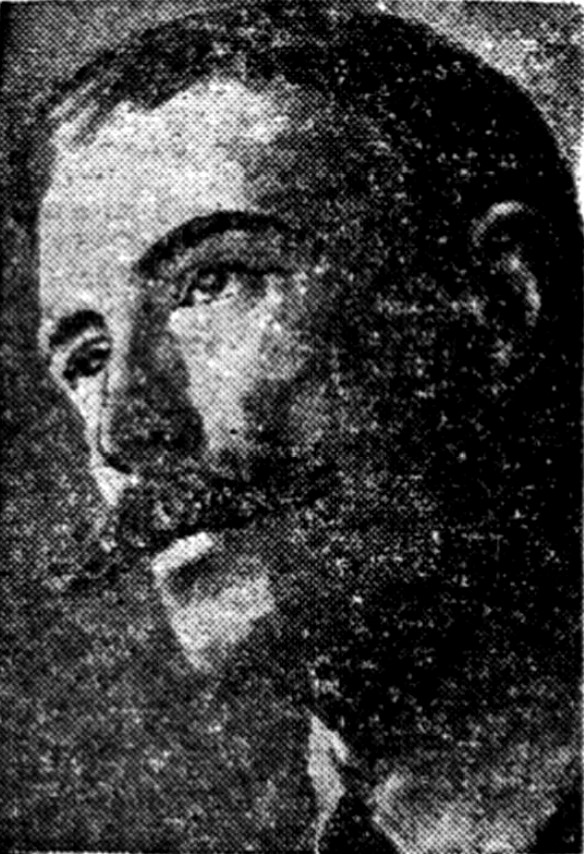
Alphonse de Châteaubriant

Alphonse Van Bredenbeck de Châteaubriant (25 maart 1877 - 2 mei 1951) was een Franse schrijver die in 1911 de Prix Goncourt won met zijn novelle Monsieur de Lourdines en in 1923 won hij de Grand Prix du roman de l'Académie française voor La Brière. 
Na zijn bezoek aan Duitsland in 1935 werd hij een enthousiast aanhanger van het nazisme. Samen met andere Bretonse nationalisten steunde hij fascistische en antisemitische ideeën die tegen de Franse staat waren gericht. Tijdens de Tweede Wereldoorlog was hij lid van het centrale comité van het Légion des Volontaires Français contre le Bolchévisme, een organisatie die in 1941 was opgericht door Fernand de Brinon en Jacques Doriot om vrijwilligers te werven voor de strijd aan het oostfront. In 1945 vluchtte hij naar Oostenrijk, waar hij zich onder de alias van Dr. Alfred Wolf schuilhield tot zijn dood.  

## Werken
- 1908: Le Baron de Puydreau (novelle)
- 1909: Monsieur de Buysse (novelle)
- 1911: Monsieur des Lourdines (novel - Prix Goncourt)
- 1923: La Brière (novel - Grand Prix du roman de l'Académie française)
- 1927: La Meute
- 1933: La Réponse du Seigneur
- 1937: La Gerbe des forces
- 1938: Les pas ont chanté

- Bibliothèque nationale de France: cb13091385q (data)
- Catàleg d'autoritats de noms i títols de Catalunya: 981058509251206706
- Gemeinsame Normdatei: 119368498
- International Standard Name Identifier: 0000 0001 2096 3179
- Library of Congress Control Number: n84076286
- Nationale Bibliotheek van Tsjechië: jn19990003809
- Nationale Bibliotheek van Israël: 987007277942005171
- Nederlandse Thesaurus van Auteursnamen: 07029058X
- LIBRIS: 181449
- SNAC: w6rr62p9
- Système universitaire de documentation: 026782030
- Trove: 921759
- Virtual International Authority File: 66602919
- WorldCat: E39PBJdCvP4G9XpvMffGCgHKVC